# Wahlen zum Repräsentantenhaus der Vereinigten Staaten 1948
Bei den Wahlen zum Repräsentantenhaus der Vereinigten Staaten 1948 wurden am 2. November 1948 die Abgeordneten des Repräsentantenhauses gewählt. Im Bundesstaat Maine fanden die Wahlen bereits am 13. September statt. Die Wahlen waren Teil der allgemeinen Wahlen zum 81. Kongress der Vereinigten Staaten in jenem Jahr, bei denen auch ein Drittel der US-Senatoren gewählt wurden. Gleichzeitig fand auch die Präsidentschaftswahl des Jahres 1948 statt, die der Demokratische Amtsinhaber Harry S. Truman gewann.
Zum Zeitpunkt der Wahlen bestanden die Vereinigten Staaten aus 48 Bundesstaaten. Die Zahl der zu wählenden Abgeordneten war 435. Die Sitzverteilung basierte auf der Volkszählung von 1940.
Die Wahlen ergaben einen deutlichen Stimmenzugewinn für die Demokraten von 75 Sitzen. Mit nun 263 Kongressabgeordneten konnten sie ihre zwei Jahre zuvor verloren gegangene absolute Mehrheit zurückgewinnen. Die Republikaner verloren 75 Sitze und kamen nun nur noch auf 171 Mandate. Gründe für den Umschwung sind vor allem ein im Vergleich zu den letzten Wahlen deutlich gestiegenes Vertrauen der Wähler in den vormals extrem unpopulären Präsidenten Harry Truman, der in diesem Jahr auch in seinem Amt bestätigt wurde. Truman seinerseits warf den Republikanern vor seine Politik im Kongress mit ihrer Mehrheit blockiert zu haben. Ein weiterer Faktor bei den Wahlen war der beginnende Kalte Krieg. In diesem Zusammenhang hatte der Präsident 1947 die nach ihm benannte Truman-Doktrin verkündet, die von den Wählern honoriert wurde. Ein weiterer Pluspunkt für Truman und seine Demokratische Partei war die Verkündung des Endes der Rassentrennung in den Streitkräften vom 26. Juli 1948.
Vor allem in den Südstaaten knüpften Gesetze das Wahlrecht an ein bestimmtes Mindest-Steueraufkommen. Dadurch wurden ärmere Weiße, vor allem aber viele Afro-Amerikaner vom Wahlrecht ausgeschlossen. Diese Einschränkungen galten bis zur Verabschiedung des 24. Zusatzartikel zur Verfassung der Vereinigten Staaten im Jahr 1964.

## Wahlergebnis
- Demokratische Partei 263 (188) Sitze
- Republikanische Partei 171 (246) Sitze
- Sonstige: 1 (1)

Gesamt: 435 (435)
In Klammern sind die Ergebnisse der letzten Wahl zwei Jahre zuvor. Veränderungen im Verlauf der Legislaturperiode, die nicht die Wahlen an sich betreffen, sind bei diesen Zahlen nicht berücksichtigt, werden aber im Artikel über den 81. Kongress im Abschnitt über die Mitglieder des Repräsentantenhauses bei den entsprechenden Namen der Abgeordneten vermerkt. Das Gleiche gilt für Wahlen in Staaten, die erst nach dem Beginn der Legislaturperiode der Union beitraten. Daher kommt es in den Quellen gelegentlich zu unterschiedlichen Angaben, da manchmal Veränderungen während der Legislaturperiode in die Zahlen eingearbeitet wurden und manchmal nicht.

## Weblink
- Party Divisions of the House of Representatives, 1789 to Present. In: History, Art and Archives. United States House of Representatives (englisch).